# عملية عاشوراء
عملية عاشوراء هي عملية أستمرت ليومين نفذت من قِبل القوات العراقية والحشد الشعبي والتي بدأت يوم 24 تشرين الأول /أكتوبر 2014 وهدفت إلى استعادة السيطرة على ناحية جرف النصر الإستراتيجية قرب بغداد من تنظيم داعش. وهدف العملية الأساسي هو منع ارهابيي داعش من بلوغ المدن المقدسة كربلاء، والنجف، حيث هدد تنظيم داعش بتنفيذ هجمات ضد ملايين الزوار الذين يحيون يوم عاشوراء.

## الخلفية
جرف النصر بلدة ستراتيجية تبعد 50كلم جنوب العاصمة بغداد .وهي جزء من ما يسمى ب (مثلث الموت) الذي يقع جنوب العاصمة بغداد ,وقد وقعت الناحية بيد تنظيم داعش كلياً عام 2014.
ومع أقتراب شهري محرم وصفر وفيهما يحي الشيعة ذكرى واقعة الطف وأربعينية الأمام الحسين وتهديدات داعش بإستهداف هذه الشعائر, أعلن مسؤولون عراقيون إن جرف النصر تمثل تهديداً على كربلاء وأن استعادة المنطقة تُعد أولوية قصوى قبل شهر محرم, وأدى إنفجار خمس سيارات مفخخة في كربلاء قبل أسبوع من انطلاق العملية إلى تسريع العملية.

## العملية
في 24 تشرين الأول أكتوبر 2014 إنطلقت العملية بمشاركة القوات العراقية والحشد الشعبي وأدى إلى تحرير المدينة .

## اقرأ أيضاً
- معركة الفلوجة (2016)
- معركة الخالدية (2016)
- حملة صلاح الدين
- حصار آمرلي
- معركة ديالى
- تحرير الضلوعية
- معركة تكريت الثانية
- تحرير جزيرة سامراء
- معركة الرطبة
- معركة هيت 2016
- القوة البرية العراقية
- معركة بيجي (2014-15)
- التدخل الإيراني في العراق 2014